# Липівка (Хмельницький район)

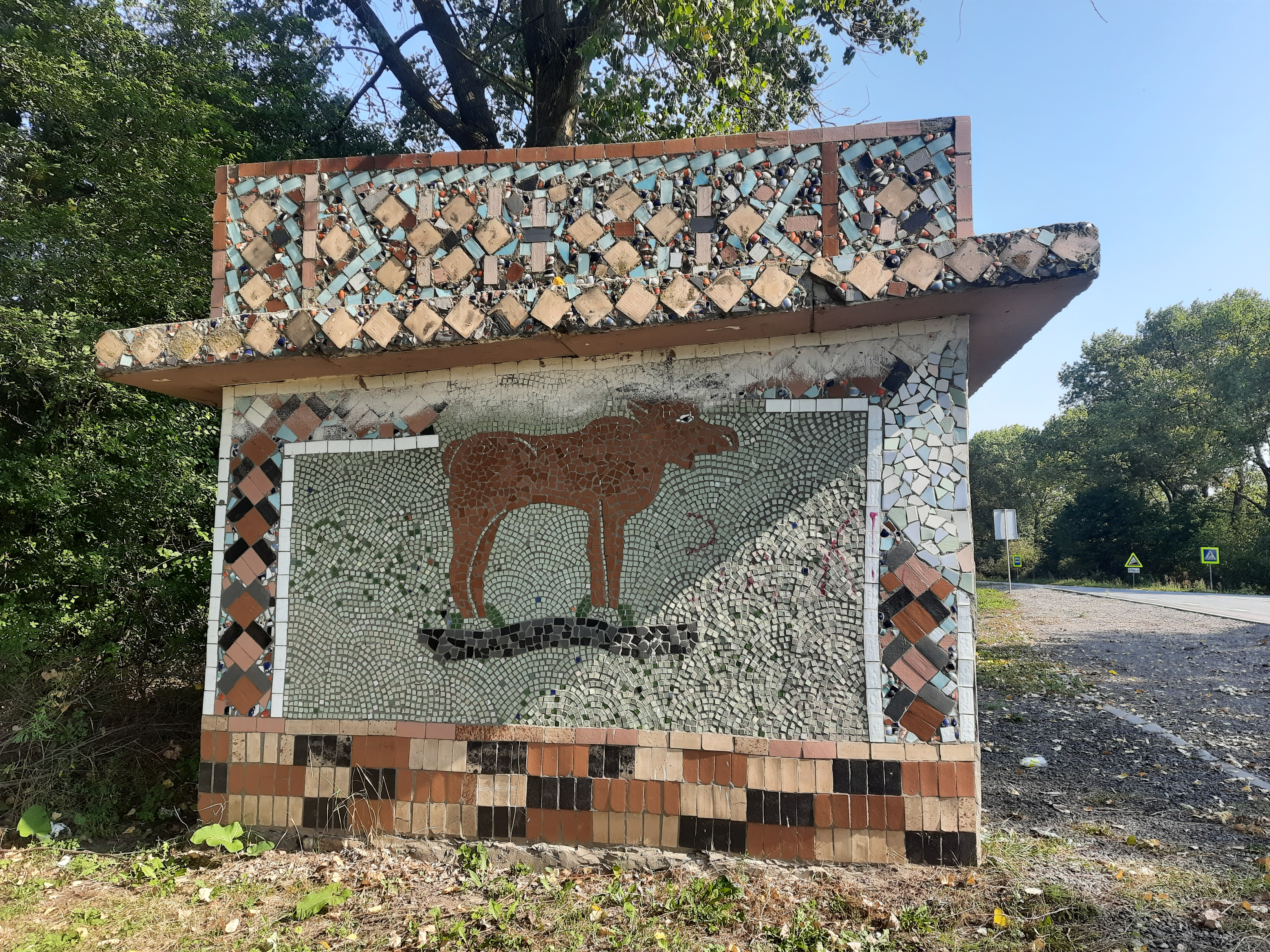
Автобусна зупинка біля села

Ли́півка — село в Україні, у Сатанівській селищній територіальній громаді Хмельницького району Хмельницької області. Населення становить 286 осіб.

## Історія
Зофія Одровонж отримала село як посаг. Її чоловіком був Ян Костка, донькою — Катажина, яка своєю чергою отримала його як посаг разом із Сатанівським ключем, коли виходила заміж за Адама Героніма Сенявського (1576–1619, яворівський староста).

## Населення

### Мова
Розподіл населення за рідною мовою за даними :
| Мова            | Кількість | Відсоток |
| --------------- | --------- | -------- |
| українська      | 285       | 99.65%   |
| інші/не вказали | 1         | 0.35%    |
| Усього          | 286       | 100%     |

## Символіка
Затверджена 14 лютого 2018р. рішенням №5 XVII сесії сільської ради VII скликання. Автор - П.Б.Войталюк.

### Герб
Щит поділений вилоподібно. В першій лазуровій частині золоте сонце з шістнадцятьма променями, у другій червоній золоте пробите кільце з трьома золотими хрестами, що виходять із нього вилоподібно, у третій зеленій золотий листок липи. Щит вписаний у декоративний картуш і увінчаний золотою сільською короною. Унизу картуша напис "ЛИПІВКА".
Сонце – символ Поділля, кільце з хрестами – символ родини Липінських, листок липи – символ назви села.

### Прапор
Квадратне полотнище поділене вертикально на дві рівновеликі смуги – древкову червону і вільну зелену. Від верхніх кутів до середини виходить синій трикутник. На синій частині жовте сонце з шістнадцятьма променями, на древковій жовте пробите кільце з трьома жовтими хрестами, що виходять із нього вилоподібно, на вільній жовтий листок липи.